# Пон-де-Салар
Пон-де-Сала́р (фр. Pont-de-Salars, окс. Lo Pònt de Salars) — коммуна во Франции, находится в регионе Окситания. Департамент — Аверон. Административный центр кантона Пон-де-Салар. Округ коммуны — Родез.
Код INSEE коммуны — 12185.
Коммуна расположена приблизительно в 510 км к югу от Парижа, в 130 км северо-восточнее Тулузы, в 15 км к юго-востоку от Родеза.

## Население
Население коммуны на 2008 год составляло 1577 человек.
| 1962 | 1968 | 1975 | 1982 | 1990 | 1999 | 2008 |
| ---- | ---- | ---- | ---- | ---- | ---- | ---- |
| 1212 | 1229 | 1300 | 1391 | 1422 | 1414 | 1577 |

## Экономика
В 2007 году среди 905 человек в трудоспособном возрасте (15—64 лет) 692 были экономически активными, 213 — неактивными (показатель активности — 76,5 %, в 1999 году было 71,4 %). Из 692 активных работали 665 человек (374 мужчины и 291 женщина), безработных было 27 (11 мужчин и 16 женщин). Среди 213 неактивных 64 человека были учениками или студентами, 70 — пенсионерами, 79 были неактивными по другим причинам.

## Достопримечательности
- Церковь Пужоль (XII—XIV века). Памятник истории с 1987 года[3]
- Мост Сен-Жорж через реку Вьор (XII век). Памятник истории с 1978 года[4]
- Замок Камбула (XI век)
- Часовня Нотр-Дам-де-Салар